# Tukker Schnaps

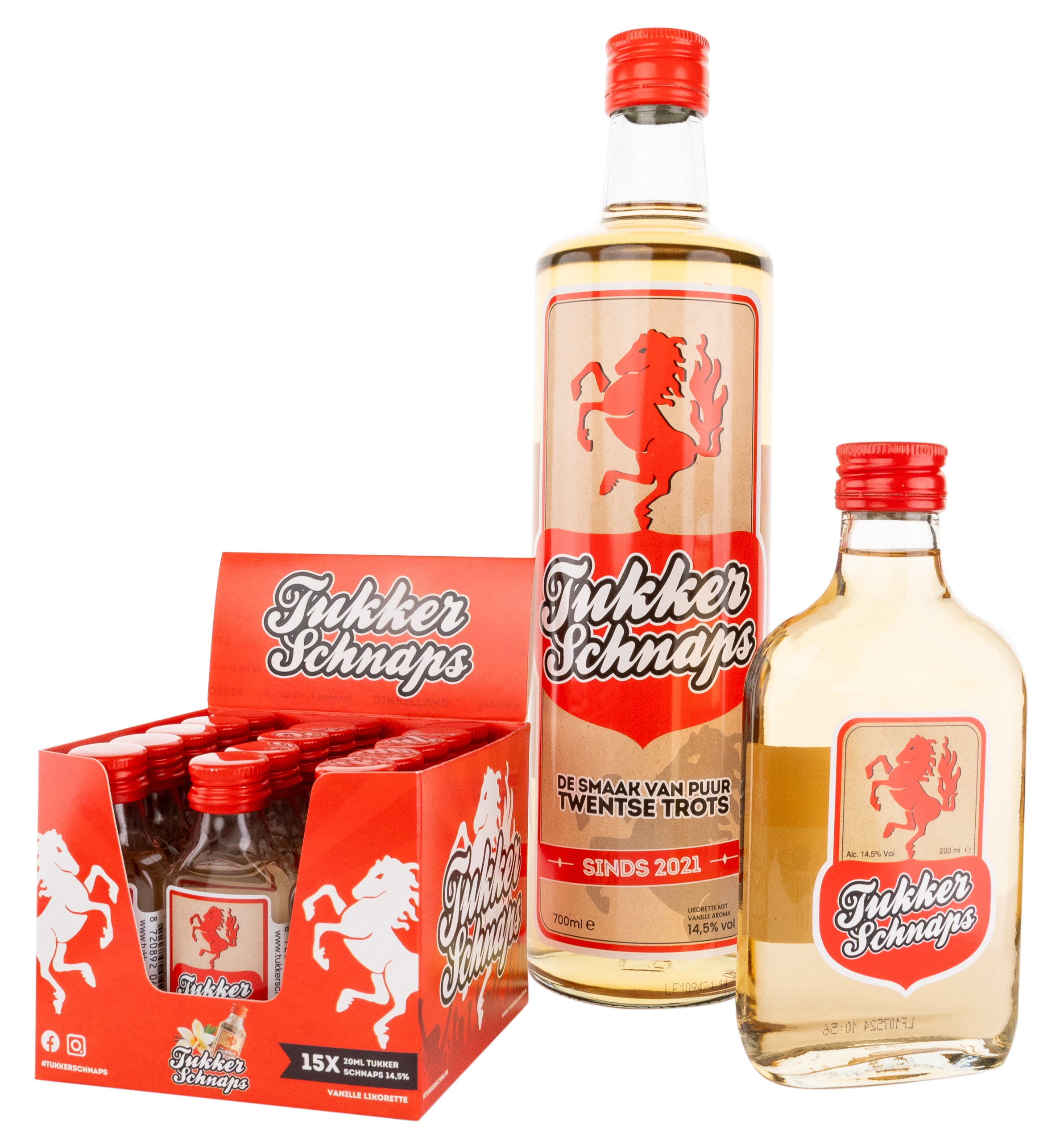
Twentse Tukker Schnaps

Tukker Schnaps is een Twentse likeur die in 2021 op de markt kwam. Het merk is ontstaan uit een studentenproject van Julian ter Horst en groeide in enkele jaren uit tot een streekproduct dat in honderden horecazaken en slijterijen verkrijgbaar is. Tukker Schnaps wordt vaak gepresenteerd als partyshot of streekproduct en speelt in op regionale trots en noaberschap.

## Geschiedenis
Tukker Schnaps werd in 2021 geïntroduceerd, aanvankelijk bij circa tien slijterijen in Twente. Het product kreeg bekendheid door lokale media-aandacht en een actieve aanwezigheid op evenementen en festivals in de regio.
Binnen enkele jaren groeide het aantal verkooppunten sterk: in 2024 lag de drank bij ongeveer negentig verkooppunten, en in 2025 waren dit er 156, verspreid over horeca, slijterijen en supermarkten in Nederland, met ook de eerste verkooppunten in Duitsland en Oostenrijk.
In augustus 2025 werd bekend dat Tukker Schnaps ook verkrijgbaar werd in de Grolsch Veste, het stadion van voetbalclub FC Twente. Supportersmedia berichtten eveneens over deze stap.
Naast samenwerkingen in de horeca ontstonden er ook productcombinaties met regionale partners. Zo introduceerde Bakkerij Nollen de ‘Twentse Tompouce’, waarbij Tukker Schnaps werd verwerkt in de banketbakkersroom. Verder werden onder meer ijsvarianten met Tukker Schnaps geïntroduceerd door ijssalons, en zijn er bonbons en andere zoete lekkernijen ontwikkeld door lokale bakkers en delicatessenzaken.  
In 2022 ging Tukker Schnaps een samenwerking aan met Slagerij Kastelein in Diepenheim voor de ontwikkeling van een droge worst die naar de vanillelikeur smaakte.

## Smaak
Deze Twentse likeur, op basis van premium alcohol, heeft een geel-gouden kleur. De geur wordt gekenmerkt door zoete vanilletonen die direct herkenbaar zijn. De aanzet in de mond is zacht en rond, met een uitgesproken zoetheid die de smaak volledig draagt. Geen scherpe alcohol, maar een harmonieuze balans waarin de vanille duidelijk naar voren komt. Het alcoholpercentage van Tukker Schnaps bedraagt 14,5%.  
De likeur wordt vaak puur gedronken als aperitief (gekoeld serveren), maar leent zich ook goed als digestief. Daarnaast wordt Tukker Schnaps gebruikt in mixdranken, cocktails en desserts, en is het een populaire toevoeging bij feestelijke gelegenheden.

## Producten en varianten
Tukker Schnaps is verkrijgbaar in verschillende verpakkingen:
- 700 ml fles
- 200 ml zakflacon
- 15-pack shots

Daarnaast zijn er speciale edities en merchandisingproducten ontwikkeld, zoals serveerplanken, shotglaasjes, mutsen, t-shirts, handdoeken en LED-signs. Tukker Schnaps wordt ook verwerkt in bonbons, ijs en andere streekproducten.

## Juridische bescherming
Het merk Tukker Schnaps is sinds 2021 geregistreerd bij het Benelux-Bureau voor de Intellectuele Eigendom (BOIP) onder nummer 1449468 in klasse 33 (likeuren).

## Media en evenementen
Lokale en regionale media zoals RTV Sternet, Tubantia en AD hebben vanaf 2021 regelmatig bericht over de opkomst van Tukker Schnaps. De drank kreeg daarnaast bekendheid door aanwezigheid op festivals, samenwerkingen met sportevenementen en ludieke acties, zoals bij FC De Rebellen, waar tijdens een benefietwedstrijd Tukker Schnaps op het veld werd uitgedeeld aan spelers en scheidsrechter Bas Nijhuis.